# Braunau (Thurgovie)
Pour les articles homonymes, voir Braunau.
Braunau est une commune suisse du canton de Thurgovie, située dans le district de Münchwilen.